# Олбани Ривер Рэтс
«Олбани Ривер Рэтс» (англ. Albany River Rats) — хоккейная команда, играющая в Американской хоккейной лиге (АХЛ). Команда базируется в городе Олбани, штат Нью-Йорк, США, домашние матчи проводит на стадионе «Таймс Юнион Центр».

## История
В начале своей истории команда являлась фарм-клубом команды НХЛ «Нью-Йорк Айлендерс» и носила название «Кэпитал Дистрикт Айлендерс», но в 1993 году она стала фарм-клубом для «Нью-Джерси Девилз», которые расстались в свою очередь со своим фарм-клубом «Ютика Девилз». Славными днями для «Рэтс» стали поздние девяностые, когда команда добивалась семи выходов в плей-офф, дважды становилась лидером дивизиона по итогам регулярного сезона, и, наконец, в 1995 году выиграла Кубок Колдера, так же как и их основной клуб — «Нью-Джерси Девилз», выигравший Кубок Стэнли. Позднее результаты игры «Рэтс» заметно снизились, на протяжении 6 сезонов, с 2000—2001 по 2005—2006, «Рэтс» финишировали последними. В сезоне 2006—2007 «Олбани» стала новым фарм-клубом для «Каролина Харрикейнз», и это давало надежду на возвращение былой славы «Олбани» в середине 1990-х. Но в апреле 2006 года «Каролина» заключила партнёрское соглашение с другим клубом НХЛ — «Колорадо Эвеланш», по которому «Речные Крысы» стали фарм-клубом двух команд.
24 апреля 2008 года «Рэтс» проиграли со счетом 2:3 команде «Филадельфия Фантомс», игра стала самой длинной в истории АХЛ. Игрок «Фантомс» Райан Потульны забросил шайбу в пятом овертайме. По воротам «Олбани» был нанесён 101 бросок, и вратарь Майкл Лейтон сделал 98 сейвов.

## Клубные рекорды
Сезон
Голы (46) — Джефф Уильямс — (1998-99)
Передачи (63) — Кит Окойн — (2006-07)
Очки (99) — Кит Окойн — (2006-07)
Штраф (348) — Мэтт Ратчи — (1994-95)
Коэффициент пропущенных голов (2,10) — Майкл Лейтон — (2007-08)
Карьера в клубе
Голы — 155 — Стив Брюле
Передачи — 214 — Стив Брюле
Очки — 369 — Стив Брюле
Штраф — 1197 — Роб Скрлэк
Вратарские победы — 77 — Питер Сидоркевич
«Сухие» игры — 8 — Питер Сидоркевич
Игры — 423 — Иржи Бицек

## Капитаны команды
- 1994—1995 Кевин Дин
- 1995—1996 Скотт Пеллерин
- 1996—1999 Джорди Киннир
- 1999—2000 Стив Брюле
- 2002—2003 Кен Саттон
- 2004—2005 Паскаль Реом
- 2005—2006 Алекс Брукс
- 2008—2009 Тим Конбой